# (32736) 1978 UE5
(32736) 1978 UE5 est un astéroïde de la ceinture principale d'astéroïdes découvert en 1978.

## Description
(32736) 1978 UE5 a été découvert le 27 octobre 1978 à l'observatoire Palomar, situé au nord de San Diego en Californie, par C. Michelle Olmstead.

### Caractéristiques orbitales
L'orbite de cet astéroïde est caractérisée par un demi-grand axe de 2,42 ua, un périhélie de 2,00 ua, une excentricité de 0,17 et une inclinaison de 1,87° par rapport à l'écliptique. Du fait de ces caractéristiques, à savoir un demi-grand axe compris entre 2 et 3,2 ua et un périhélie supérieur à 1,666 ua, il est classé, selon la JPL Small-Body Database, comme objet de la ceinture principale d'astéroïdes.

### Caractéristiques physiques
(32736) 1978 UE5 a une magnitude absolue (H) de 16,3 et un albédo estimé à 0,223.